# Tetserret
Tetserret (Tin Sert) és una llengua amaziga parlada per les tribus tuareg Ait-Awari i Kel Eghlal de la comuna Akoubounou (Akabinu) a Níger. La seva principal àrea lingüística es troba entre Abalak, Akoubounou i Shadwanka. La variant parlada pels Kel Eghlal és anomenada taməsəɣlalt. L'equivalent tamasheq shin-sart / shin-sar / tin-sar és usat en alguna liteartuar antiga. La comprensió popular entre alguns Ait-Awari deriva el nom tet-serret, i el seu equivalent tamasheq shin-sart, d'expressions que volen dir 'la (llengua) de Sirte'.
El tetserret és una de les últimes llengües amazigues reconeguda com a independent. Encara en 1981 Bernus tractava el tetserret com un dialecte del tuareg, i algunes fonts antigues fins i tot la confonen amb les llengües Songhai del Nord. El primer material lingüístic sobre el tetserret fou publicat per Drouin (1984),i només amb la tesi de Khamed Attayoub (2001) va quedar clar que el tetserret era diferent del tuareg.
El tetserret és l'única llengua amaziga supervivent que comparteix una sèrie de canvis de sons amb el zenaga de Mauritània. També s'ha trobat vocabulari no tuareg present en altres llengües amazigues. Per exemple, afagan (home) s'assembla al tamazight del Marroc Central; aiddid (pell de cabra contenidora d'aigua) sembla el ghadamès de Líbia; i awdosh (bou) recorda l'àrab hassania.
Tots els parlants de tetserret són bilingües amb el tawellemmet, que ha influenciat la seva llengua. En 2011 el tetserret ja no era parlat pels nens i com a tal semblava una llengua amenaçada.